# Asadollah Lajevardi
 (août 2023).
Sayyid Assadollah Ladjevardi, (en persan : اسدالله لاجوردی) né en 1935 et mort le 23 août 1998, est un homme politique conservateur iranien, drapier de bazar puis procureur général de la révolution à Téhéran et directeur de la  prison d'Evin. Il est l'un des responsables des exécutions de prisonniers politiques iraniens en 1988,.